# Tribe
Tribe – album grupy Queensrÿche wydany w 2003 roku.

## Lista utworów
1. „Open” – 4:32
2. „Losing Myself” – 4:12
3. „Desert Dance” – 3:57
4. „Falling Behind” – 4:28
5. „The Great Divide” – 4:01
6. „Rhythm of Hope” – 3:31
7. „Tribe” – 4:39
8. „Blood” – 4:13
9. „The Art of Life” – 4:12
10. „Doin’ Fine” – 3:52

## Twórcy
- Geoff Tate – wokal
- Chris DeGarmo – gitara
- Michael Wilton – gitara
- Mike Stone – gitara
- Eddie Jackson – gitara basowa
- Scott Rockenfield – perkusja